# Trillkebach

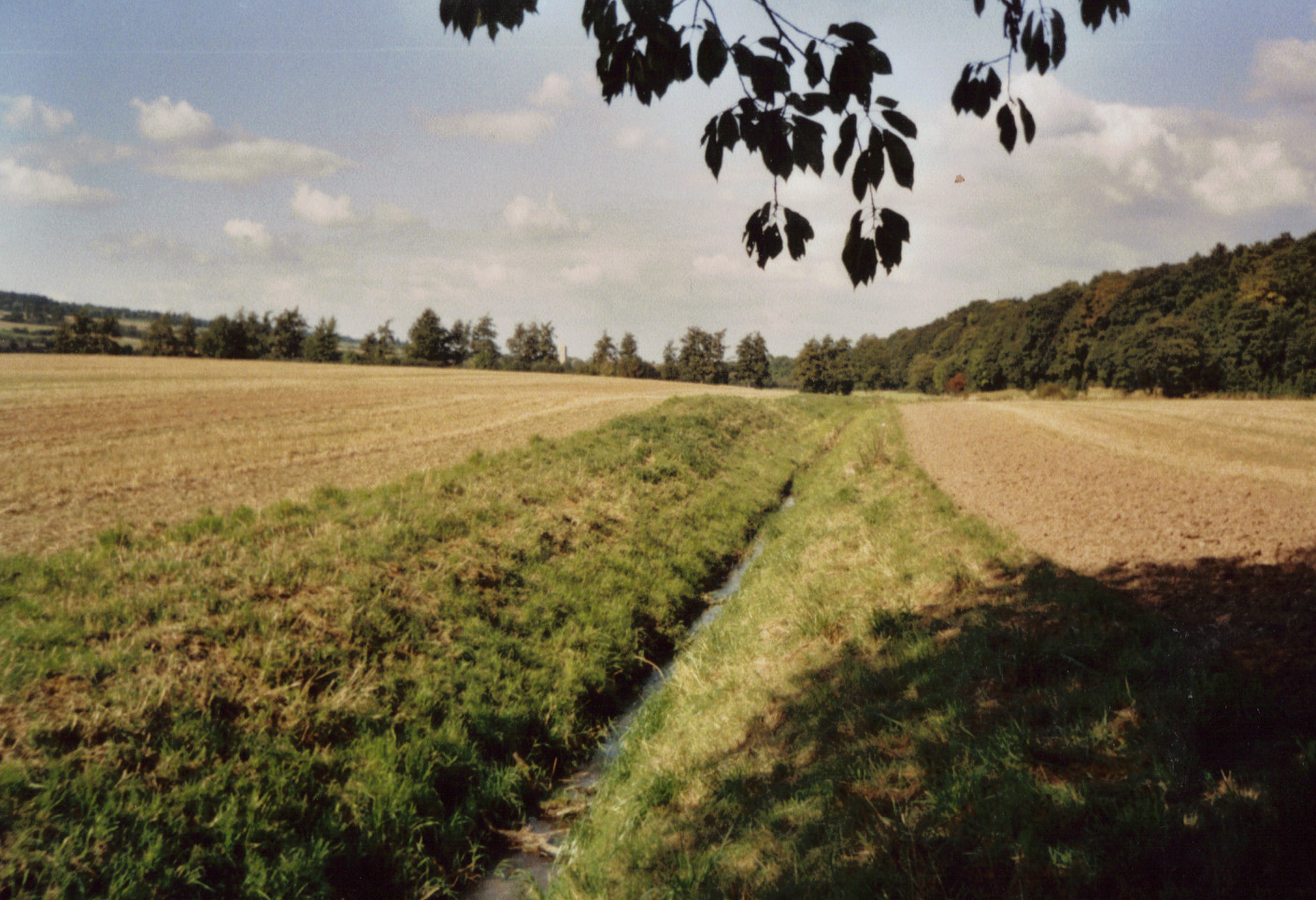
Trillkebach südwestlich des Steinbergs (rechts)

Der Trillkebach, häufig kurz Trillke, bis Ende des 19. Jh. auch Trilleke genannt, entspringt südwestlich von Hildesheim aus drei Quellsträngen bei Marienrode und von den Hängen im Südteil des Steinberges. Im Stadtteil Moritzberg vereinigt er sich in der Nähe des Königsteichs mit dem Blänkebach zum Kupferstrang, der im Stadtteil Steuerwald in die Innerste mündet.
Als „Trildane“ wird der Trillkebach in Hildesheim 1288 zum ersten Mal in einer Urkunde erwähnt. 1380 ließ Bischof Gerhard den Trillkebach aufstauen, so dass der Neue Teich entstand, an den der Straßenname Am Neuen Teiche erinnert. Seine ungefähre Lage ist unmittelbar östlich des Moritzberger Weges und der Straße Am Probsteihof stellenweise noch heute zu erkennen. Die Steinbergstraße, neben der die Trillke streckenweise fließt, wurde wegen ihres Verlaufes tief zwischen Steinberg und Katzberg seit 1523 „Tiefe Straße“ genannt. Ihren heutigen Namen erhielt sie erst 1901. In dem Bereich, wo sie heute über die Trillke hinwegführt (in Höhe der Waldquelle), befand sich ursprünglich statt einer Brücke eine Durchfahrt durch den Bach.
Der Verlauf des Trillkebachs wurde mehrmals verändert. 1866 wurde er in die heutige Küchenthalstraße verlegt. Nach dem verheerenden Märzhochwasser von 1947 fanden von 1950 bis 1952 erneut Arbeiten zur Begradigung und Regulierung von Trillke, Blänkebach und Kupferstrang statt.

## Bildergalerie

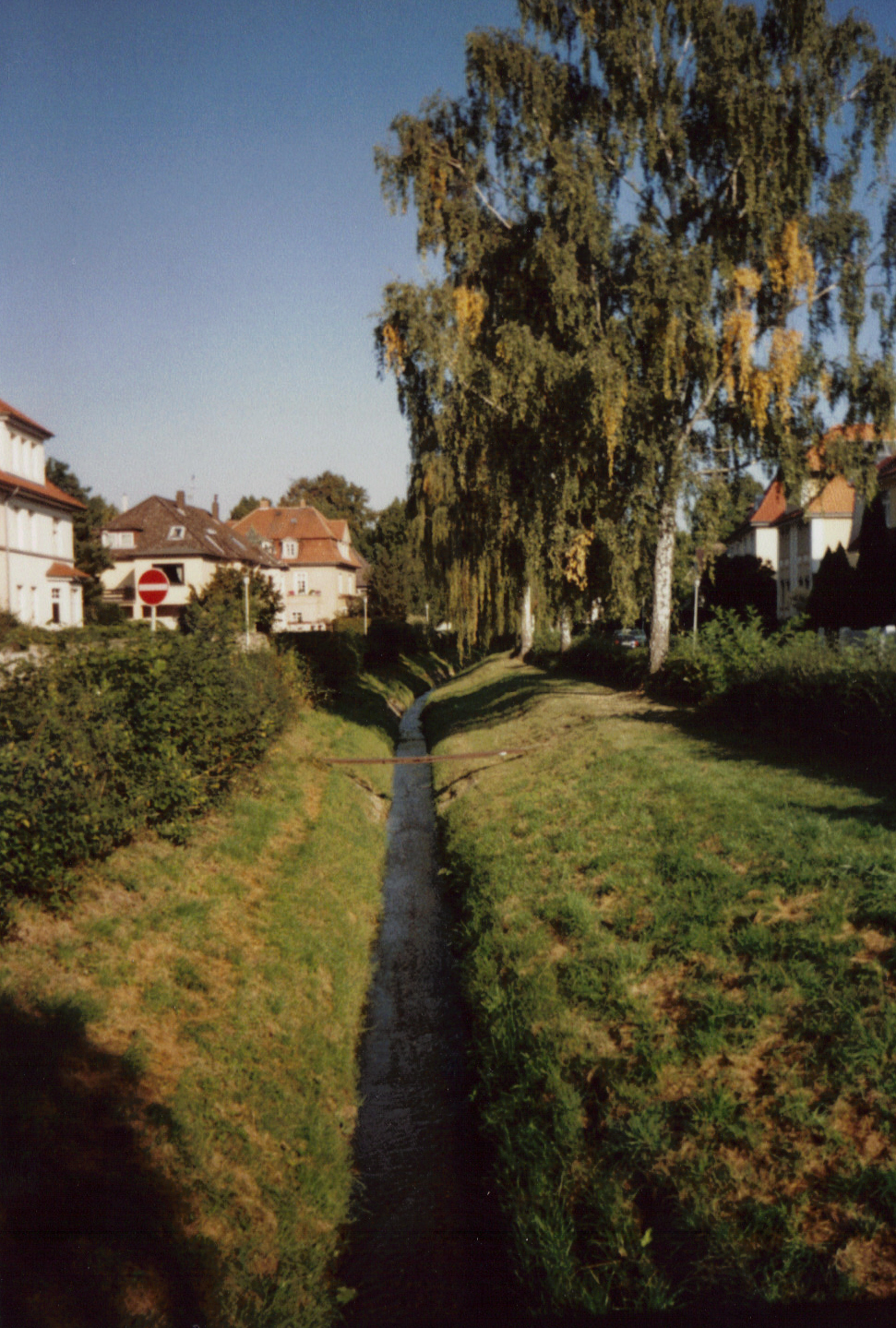
Auf einer Länge von rund 500 m fließt der Trillkebach mitten in der Küchenthalstraße.
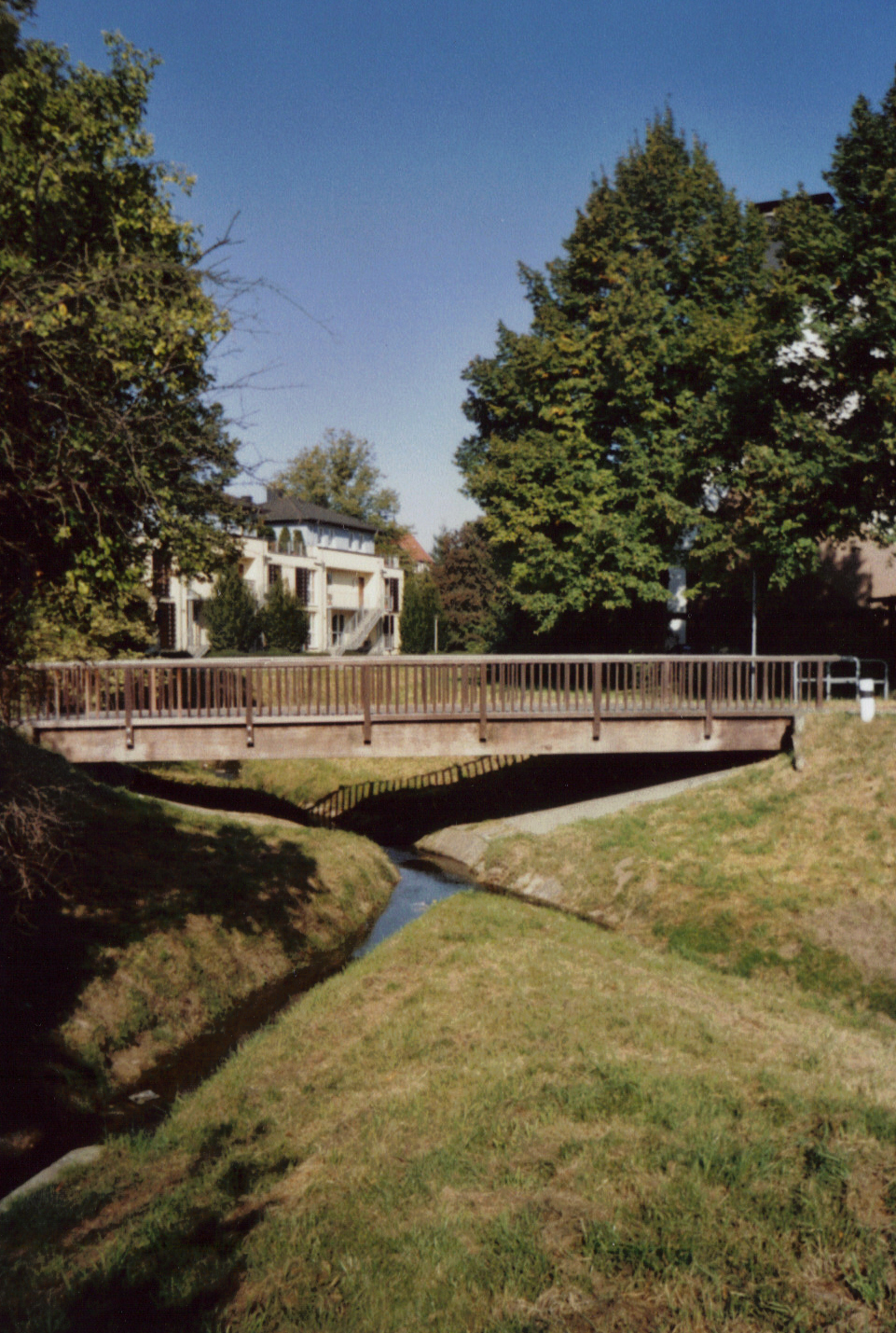
Zusammenfluss von Trillke- (links) und Blänkebach (rechts) in Hildesheim-Moritzberg
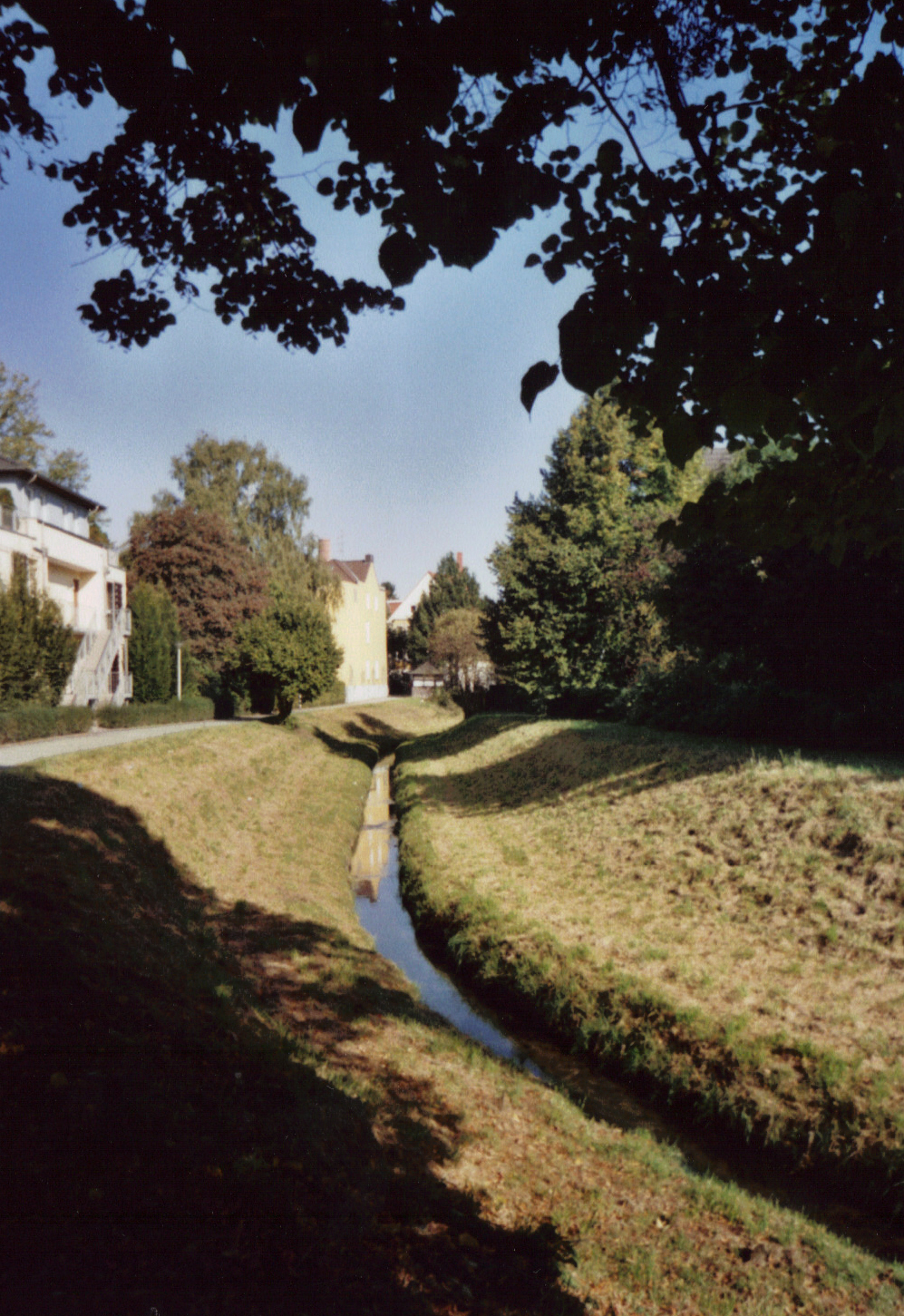
Der Kupferstrang, zu dem sich Trillke- und Blänkebach vereinigen
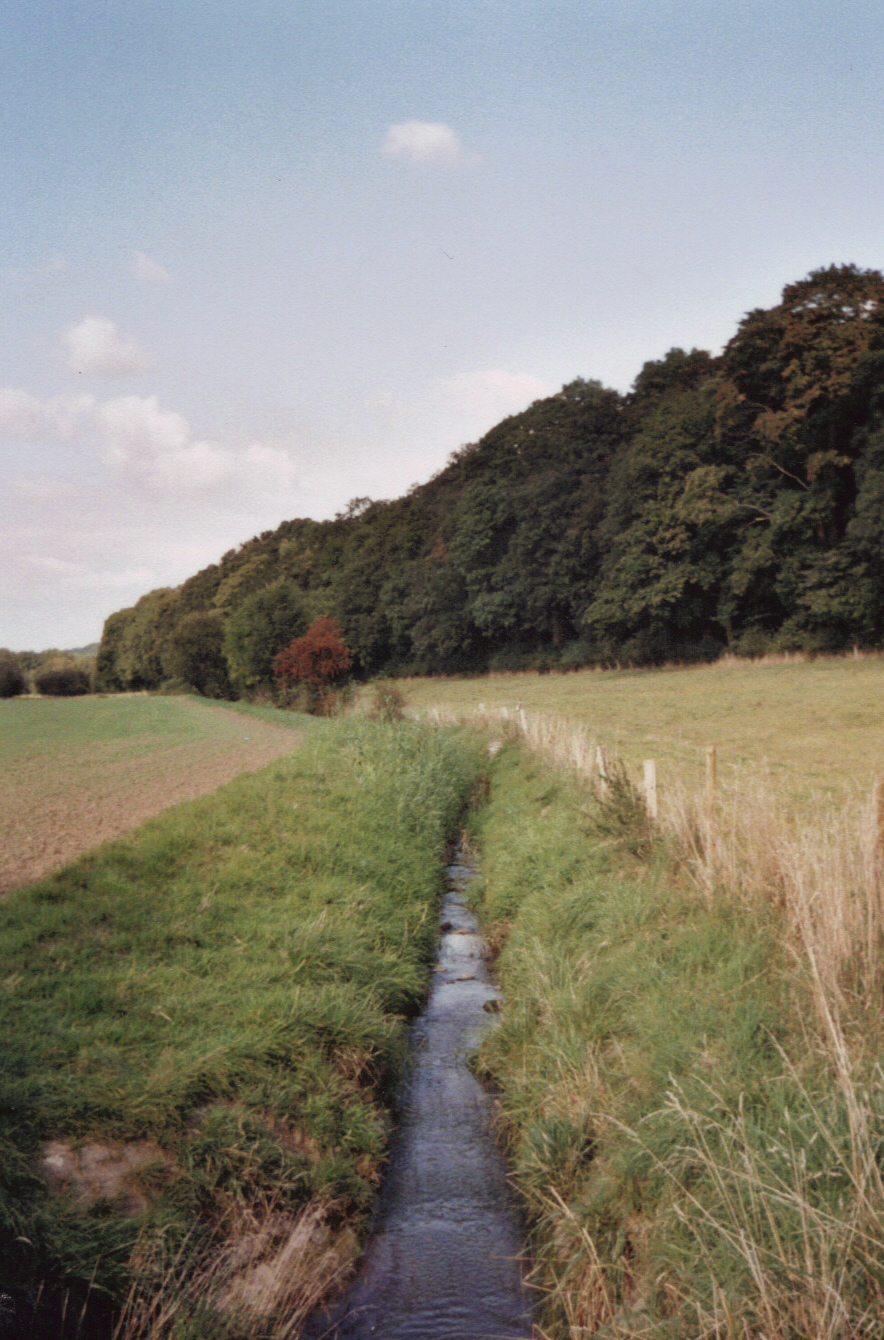
Trillkebach östlich von Hildesheim-Neuhof in Höhe der Straße „Schwarze Riede“
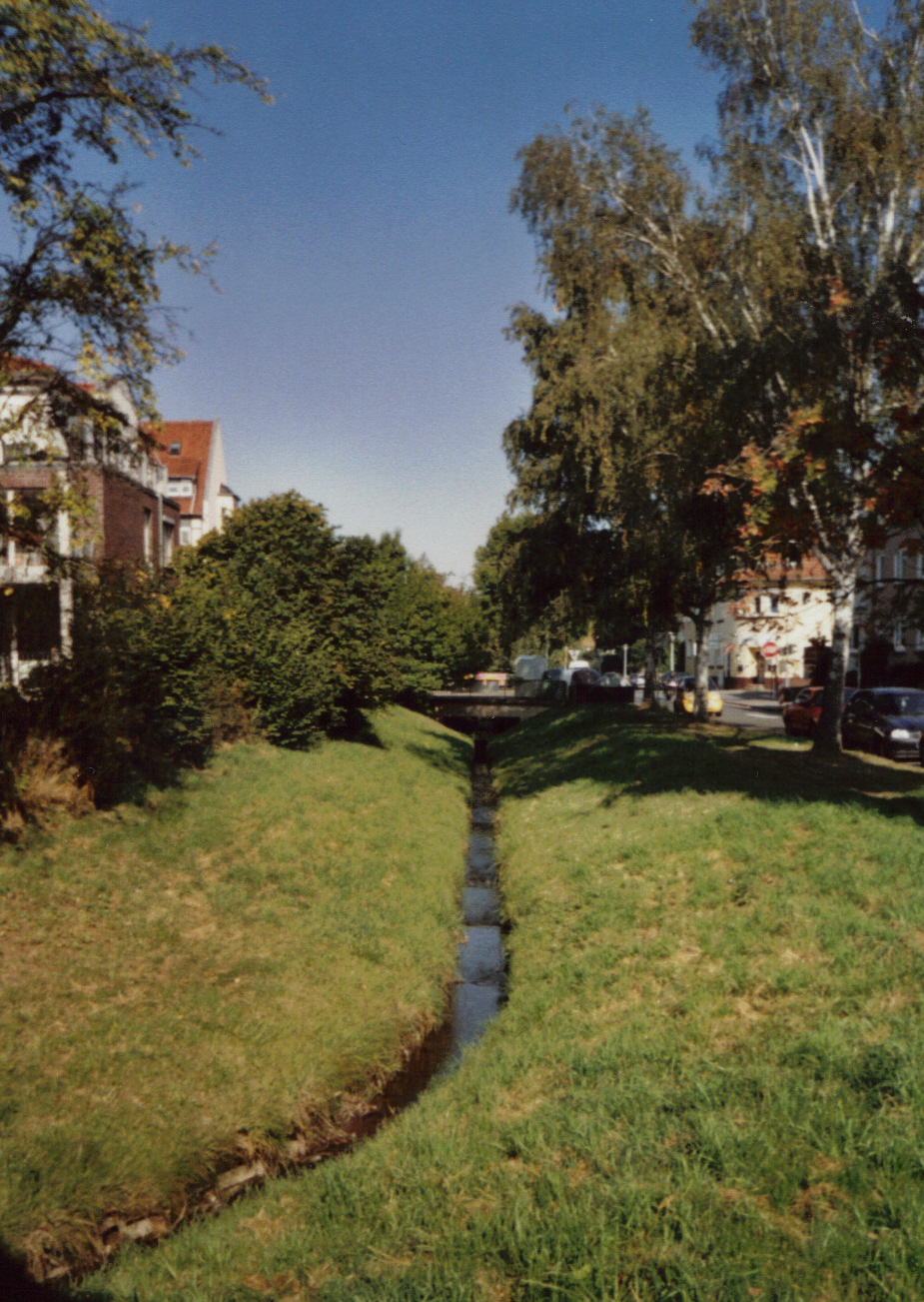
Trillkebach in Hildesheim, zwischen Gerland- und Steinbergstraße